# Парма (река)
Па́рма (итал. Parma) — река в Италии, правый приток По, протекает по территории провинции Парма в регионе Эмилия-Романья. Длина реки составляет 92 км.
Начинается от слияния верховий около горы Марманья в Тоскано-Эмилианских Апеннинах. В верхней половине течёт преимущественно на северо-восток, потом — на север, около устья поворачивает на восток. Впадает в По на территории коммуны Меццани. В городе Парма принимает слева Баганцу. Используется для нужд гидроэнергетики.